# Talludden
Talludden (finska: Mäntyniemi) är den finländska presidentens tjänstebostad, i Mejlans i västra Helsingfors.
Byggnaden blev klar 1993 och är presidentens officiella tjänstebostad. Den har planerats av arkitekterna Reima och Raili Pietilä. Talludden är den första byggnad som enkom byggts som presidentens tjänstebostad.
Eftersom den förra presidentbostaden Ekudden ännu användes av Urho Kekkonen efter att han avgått 1981, beslöt statsrådet samma år att bygga en ny tjänstebostad åt presidenten. 
År 1983 köpte staten 2,8 hektar mark för ändamålet i Mejlans i Helsingfors och tomten fick namnet Talludden efter sin föregångare Ekudden. En offentlig arkitekturtävling ordnades. Arkitektparet Reima och Raili Pietilä vann tävlingen. Byggandet inleddes 1989 och var klart 1993. Huset blev paret Pietiläs sista arbete och betraktas som ett av deras mera betydande skapelser. Den ursprungliga kostnadskalkylen gick på 15 miljoner mark (2,5 miljoner euro), men kostnaderna steg fjortonfalt till 210 miljoner mark (35,5 miljoner euro). 

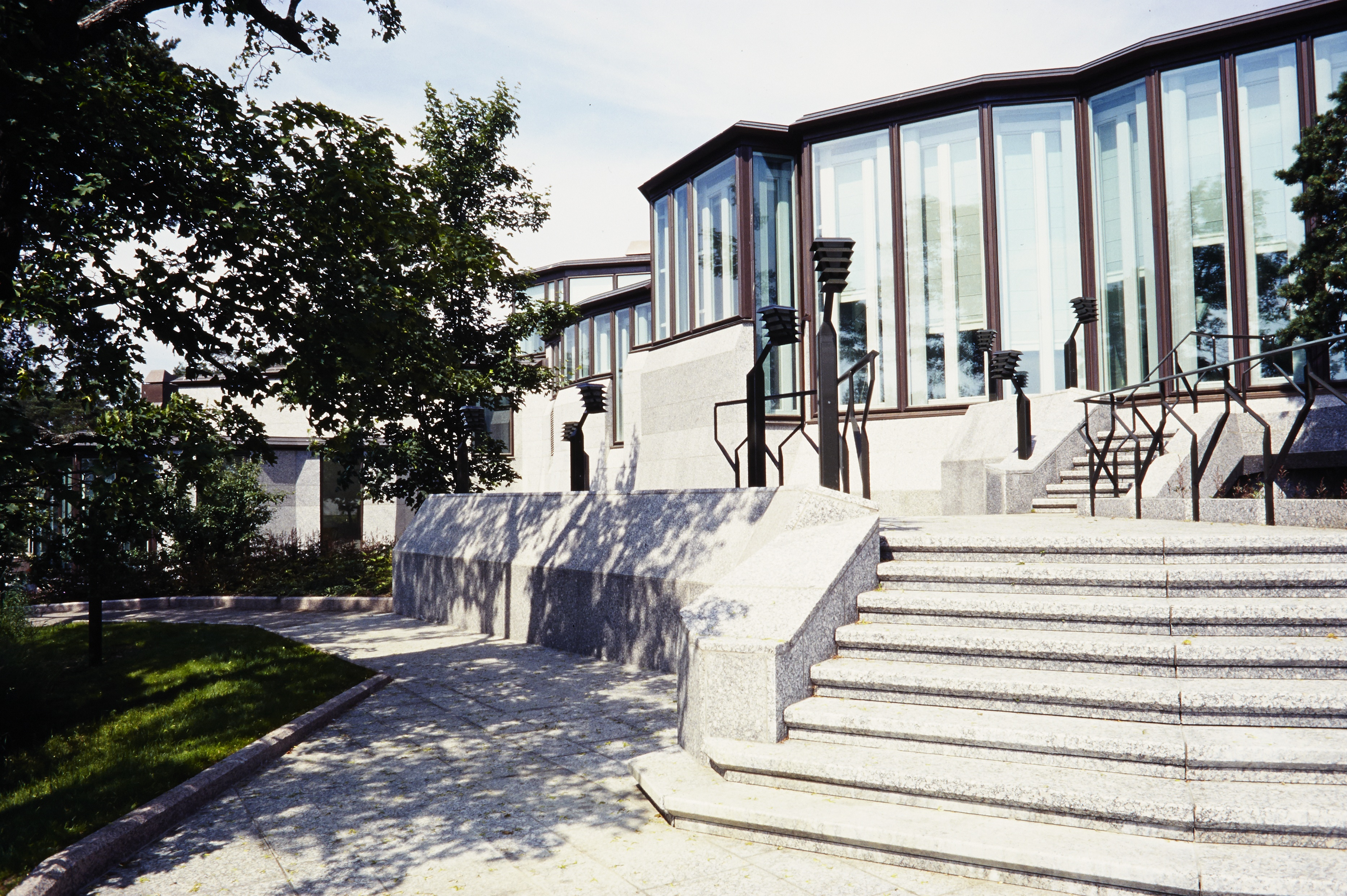

## Huset
Byggnaden har en area av 2 312 m² och en volym av 16 290 m³. Stommen är tillverkad av betong medan fasaden är av röd granit, glas och koppar. Husets interiör är mestadels ljus och tillverkad i granit, betong och björkfanér. Golven är tillverkade av ljus ek och i entréerna finns exempel på olika finländska stenarter.
Byggnaden följer markens form och har därför en oregelbundenhet där till exempel 180 av husets 190 dörrar är av varierad utformning.

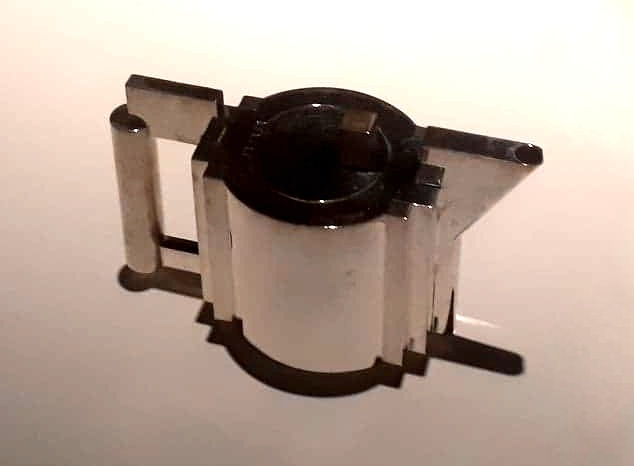
En silverkanna på Talludden designad av Timo Sarpaneva.

## Inredning
I inredningen har använts finländska träslag. Många verk av finländska nutidskonstnärer pryder huset. Besökaren välkomnas av konstnären Reijo Paavilainens relief Lemminkäinens färder. Konstverken i Talludden utvaldes genom tävlingar.
Inredning och möblemang planerades av Antti Paatero med textilier tillverkade av Irma Kukkasjärvi.

## Parken
I parken har många växter från naturen planterats eftersom arkitekterna Pietilä och trädgårdens skapare landskapsarkitekt Maj-Lis Rosenbröijer ville göra omgivningen så finländsk som möjligt. I enlighet med planen skulle även den omgivande naturen skyddas och sparas. Med detta ville de skapa en arkitektonisk helhet.

## Presidenter som bott i Talludden
- Mauno Koivisto (1993–1994)
- Martti Ahtisaari (1994–2000)
- Tarja Halonen (2000–2012)
- Sauli Niinistö (2012–2024)
- Obebodd (renovering 2024–2026)